# Monedele euro slovene
Euro (simbol EUR sau €) este moneda comună pentru majoritatea țărilor europene, care fac parte din Uniunea Europeană. Moneda Euro are două fețe diferite, una comună (fața "europeană", arătând valoarea monedei) și una națională ce conține un desen ales de către statul membru UE în care este emisă moneda. Fiecare stat are unul sau mai multe desene proprii. 
Pentru imagini cu fața comună și descrieri detaliate ale monedelor, vezi Monede euro.
Monedele Euro slovene conțin desene diferite pentru fiecare dintre cele opt valori. Toate desenele au cele 12 stele ale UE, anul emiterii și textul „SLOVENIJA” (denumirea țării în limba slovenă).
| 0,01 €                                                                                  | 0,02 €                                                                            | 0,05 €                                                               |
| --------------------------------------------------------------------------------------- | --------------------------------------------------------------------------------- | -------------------------------------------------------------------- |
|                                                                                         |                                                                                   |                                                                      |
| Imaginea unei berze                                                                     | Piatra folosită în cursul ceremoniilor de înscăunare a suveranilor                | Imaginea unui semănător                                              |
| 0,10 €                                                                                  | 0,20 €                                                                            | 0,50 €                                                               |
|                                                                                         |                                                                                   |                                                                      |
| Clădirea Parlamentului sloven, proiectată de Jože Plečnik, dar care nu a fost realizată | Cai lipițani                                                                      | Muntele Triglav                                                      |
| 1,00 €                                                                                  | 2,00 €                                                                            | Marginea monedei de 2 €                                              |
|                                                                                         |                                                                                   | Pe marginea monedei apare inscripția „SLOVENIJA” urmată de un punct. |
| Primož Trubar, autorul primei cărți tipărite în limba slovenă                           | Portretul poetului France Prešeren alături de un vers din imnul național al țării |                                                                      |